# Aster (azienda)
L'Aster è stata una casa automobilistica britannica. Fondata nel 1899 come Begbie Manufacturing Co, nel 1910 cambiò nome in Aster Engineering Co Ltd e dal 1922 fu nota semplicemente come Aster. Nel 1927 si fuse con la Arrol-Johnston, dando vita alla Arrol-Aster.

## Storia

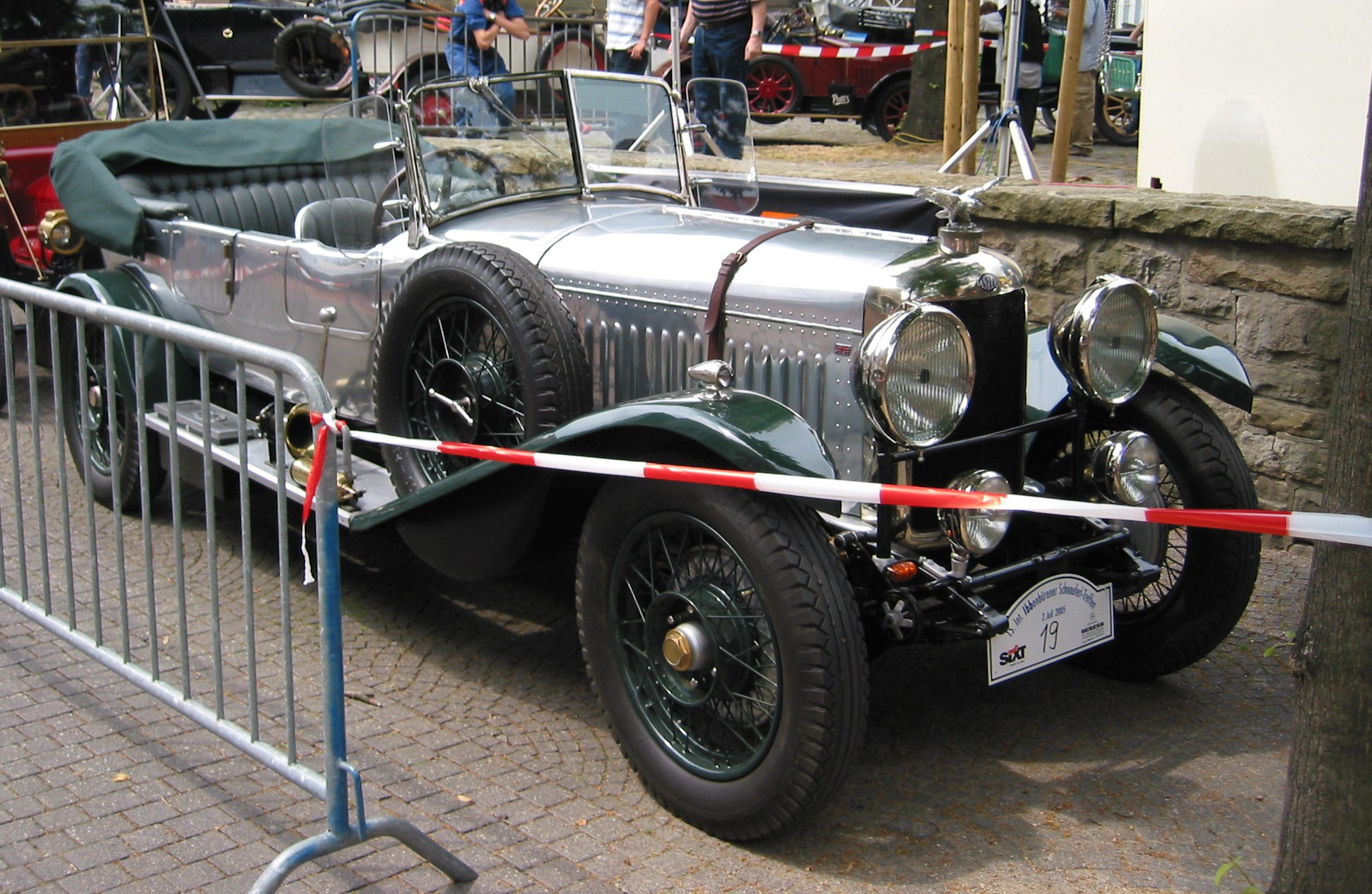
Una Aster

La Begbie Manufacturing fu fondata nel 1899 a Wembley, un sobborgo di Brent, nella parte nord-ovest di Londra. L'azienda divenne un rivenditore ufficiale della francese Aster, in particolare si occupavano di motori stazionari. Nel 1910 l'azienda cambiò nome in Aster Engineering Co Ltd e iniziò a produrre motori per conto della Green Engine Co. Nel 1913 divenne Aster Engineering Co (1913) Ltd.
Durante la prima guerra mondiale produsse motori aeronautici. 
L'azienda lanciò la prima auto, col marchio Aster, nel 1922. Si trattava del lussuoso modello 18/50. 
Nel 1927 si fuse con la Arrol-Johnston, dando vita alla Arrol-Aster. La produzione si trasferì a Dumfries, in Scozia, nelle fabbriche della Arrol-Johnston. I locali della Aster furono inizialmente impiegati come semplice magazzini, per poi essere venduti alla Singer.
Alcuni modelli della Aster rimasero in listino col nuovo marchio Arrol-Aster.

## Modelli
- 18/50 (1922-1924)
- 20/55 (1924-1926)
- 21/60 (1926-1927)
- 24/70